# Cibotium schiedei
Cibotium schiedei là một loài dương xỉ trong họ Cibotiaceae. Loài này được Schltdl. & Cham. mô tả khoa học đầu tiên năm 1830.

## Hình ảnh

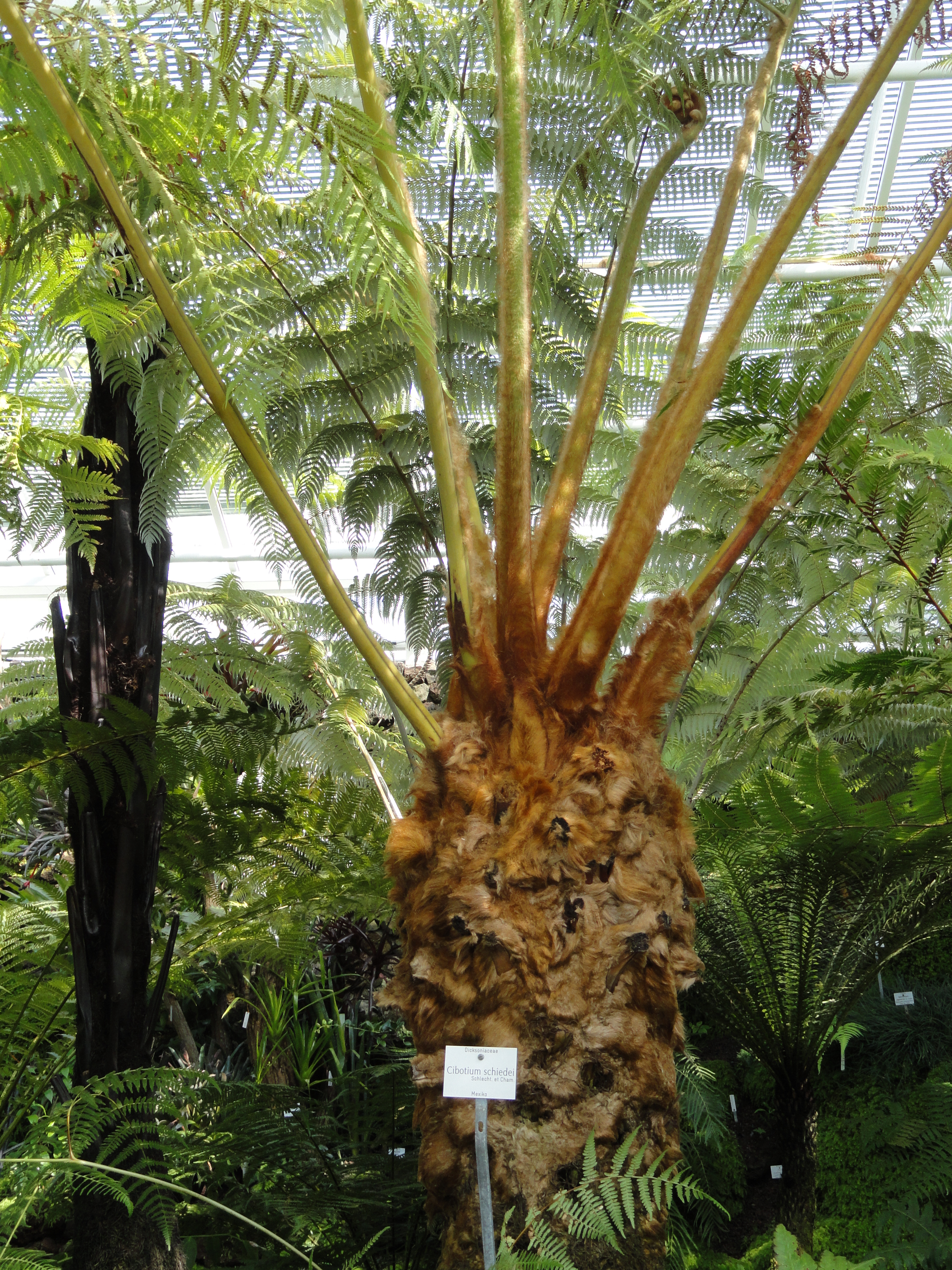
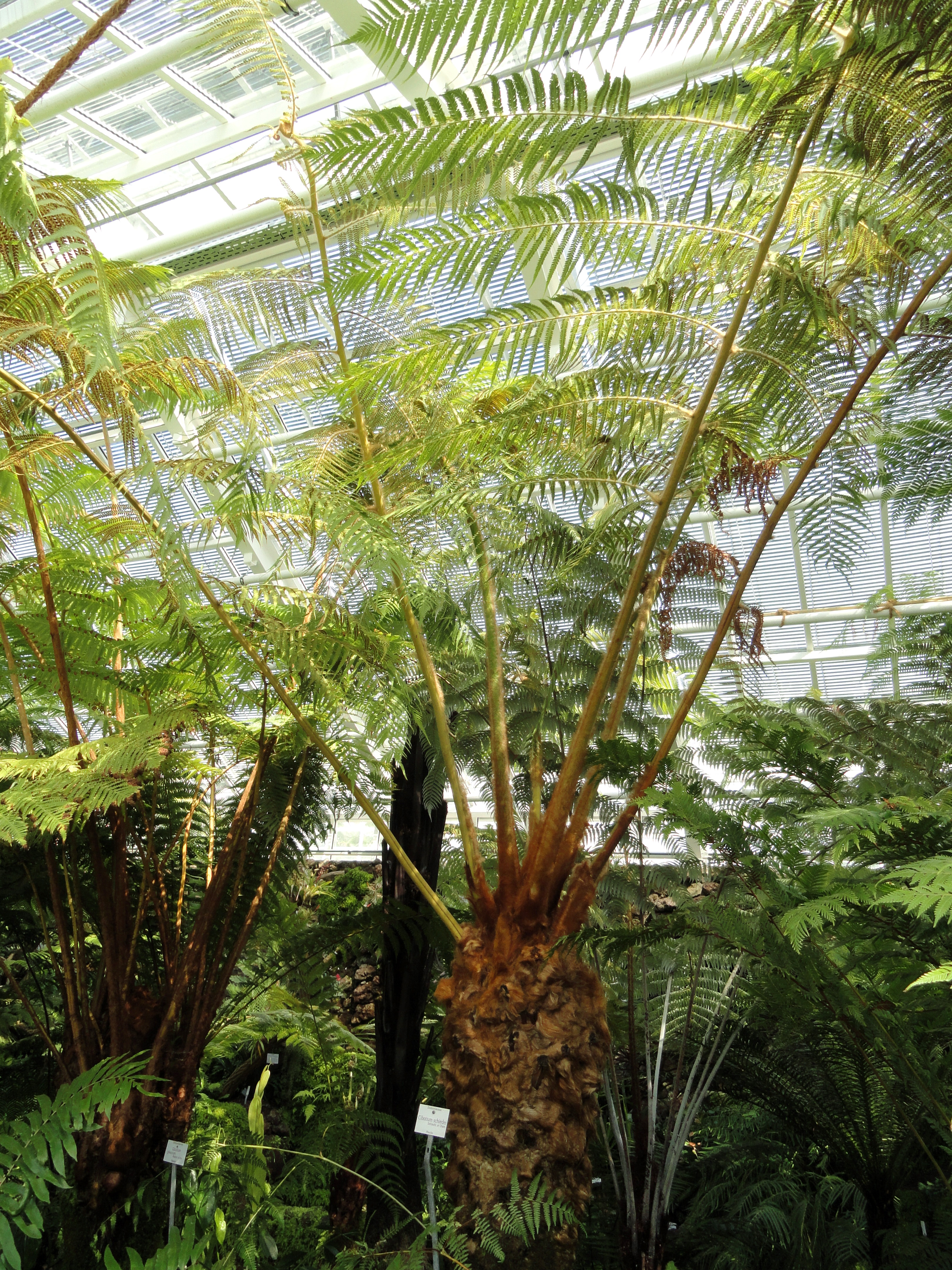
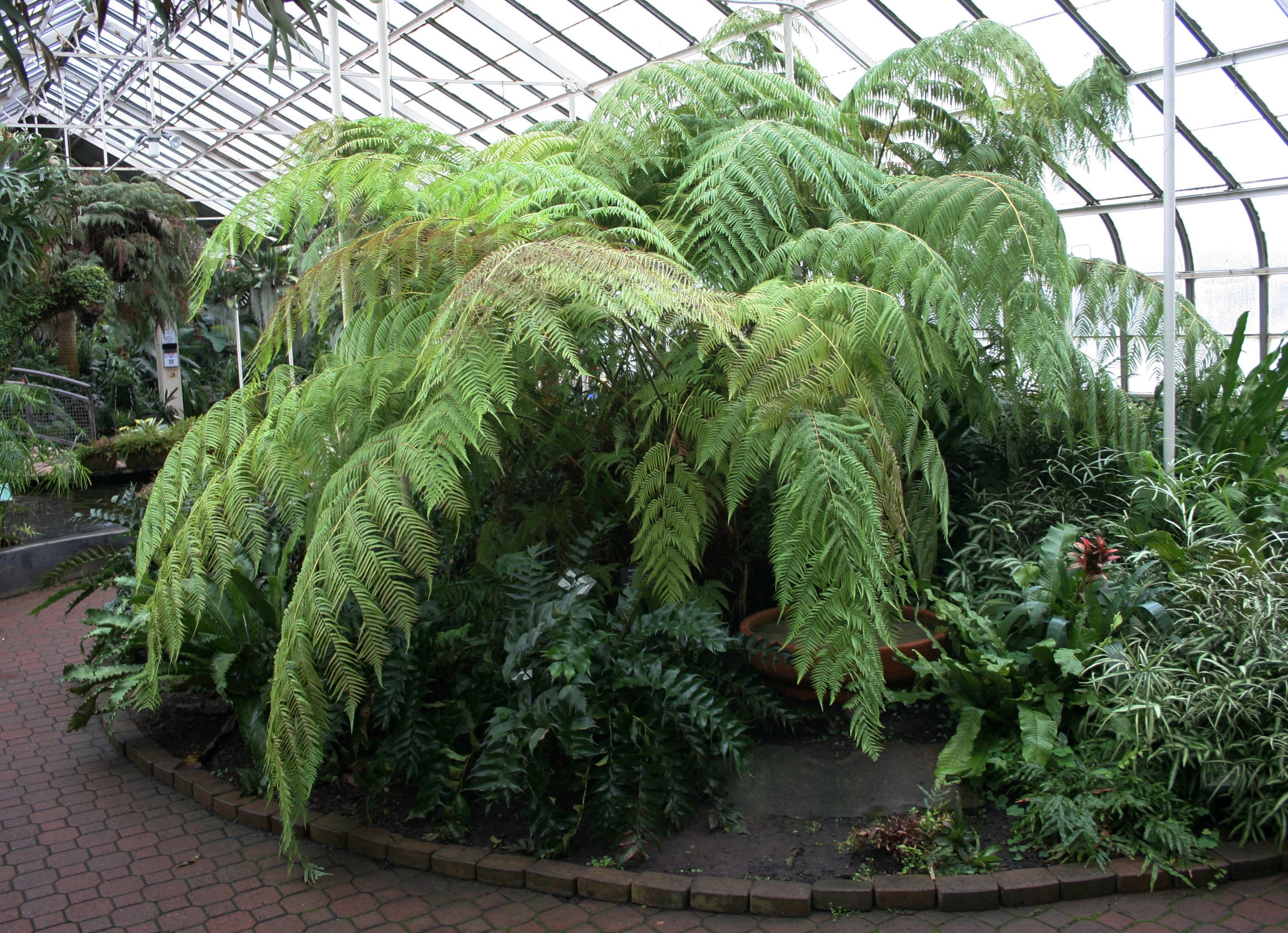
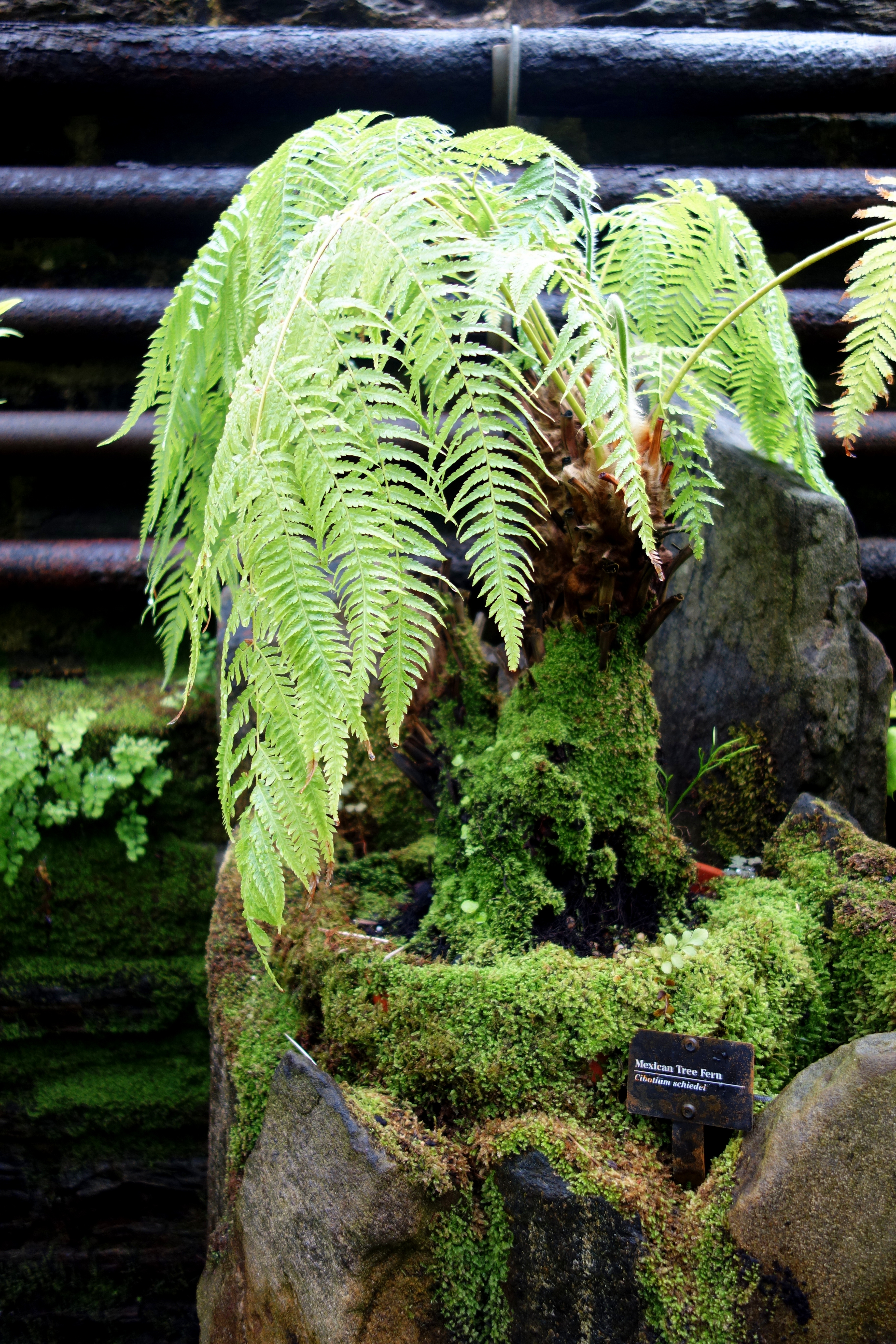